# اریک استنسیچ
اریک استنسیچ (انگلیسی: Erik Stensiö؛ ۲ اکتبر ۱۸۹۱ – ۱۱ ژانویهٔ ۱۹۸۴) دیرین‌شناس، و جانورشناس اهل سوئد بود.

## زندگی
اریک هلگه اسوالد اندرسون، همان‌طور که از نام اصلی او برمی‌آمد، در دهکده استنسوی در محل دردرهولت در شهرستان کلمر زاده شد. او فرزند یوهان فردریک اندرسون کشاورز و اوتیلیا ماریا ارلاندون است. او تحصیلاتش را در دانشگاه اوپسالا گذراند و سال ۱۹۱۲ فارغ‌التحصیل لیسانس شد و مدرک دکتری دیرینه‌شناسی از دانشگاه اوپسالا در سال ۱۹۲۱ دریافت کرد. او استاد در گروه زئوپالئونولوژیک (بعداً به نام پالئوزولولوژیک) موزه تاریخ طبیعی سوئد در استکهلم در سال ۱۹۲۳ شد، و تا زمان بازنشستگی در سال ۱۹۵۹ این عنوان به عهده داشت.

## درگذشت
وی در ۱۱ ژانویه ۱۹۸۴ در بیمارستان دندرید استکهلم درگذشت